# 패트리어트 게임
패트리어트 게임(영어: Patriot Games)은 1987년 7월에 발표된 톰 클랜시의 스릴러 소설이다.